# Pianfei
Pianfei – miejscowość i gmina we Włoszech, w regionie Piemont, w prowincji Cuneo.
Według danych na rok 2004 gminę zamieszkiwało 1811 osób, 120,7 os./km².